# Cliché-verre

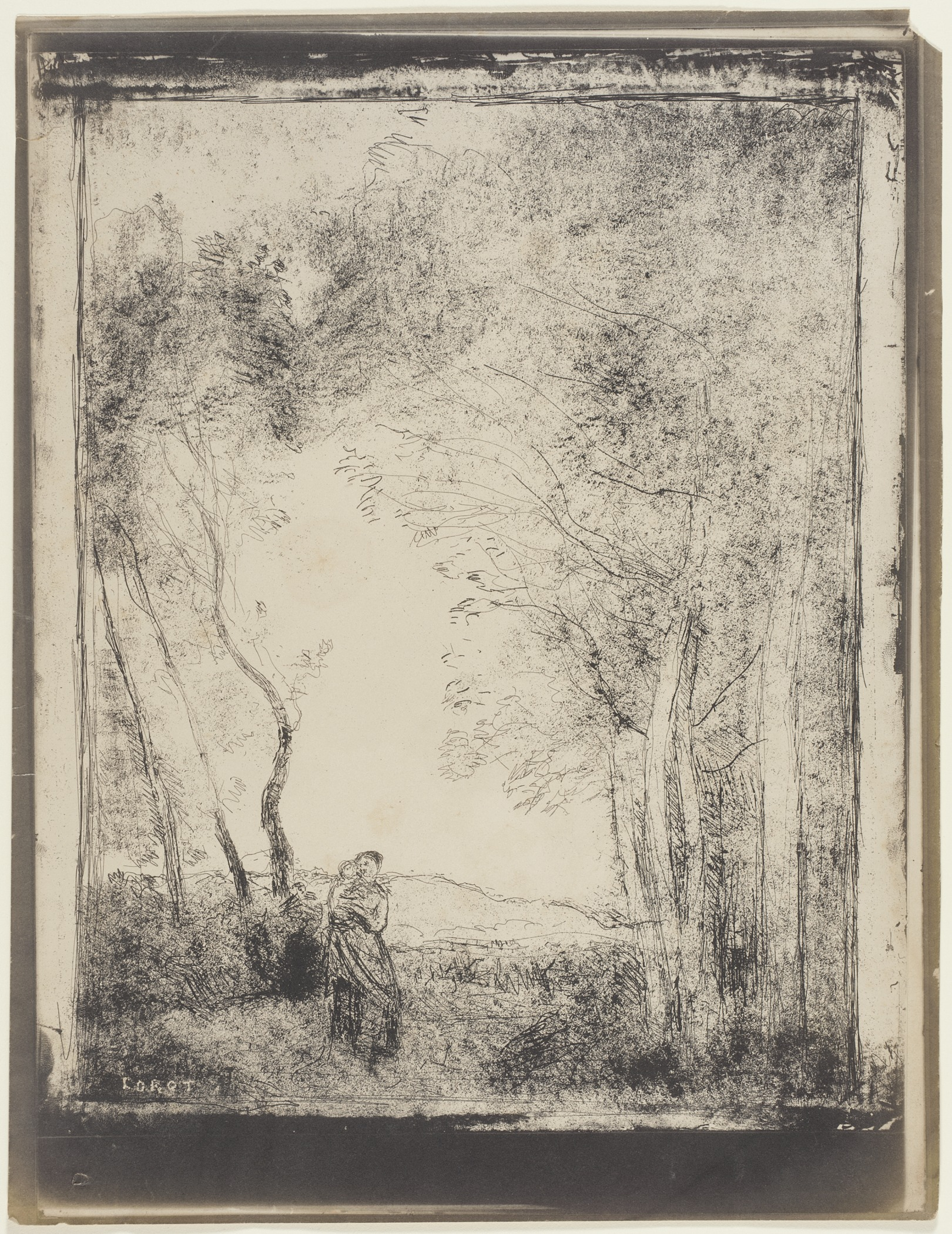
Jean-Baptiste Camille Corot, Jeune mère à l'orée d'un bois (1856), musée d'art du comté de Los Angeles.

Un cliché-verre est un procédé photographique combinant le dessin, la gravure et la photographie : il s'agit d'une méthode pour graver, peindre ou dessiner en négatif sur une surface transparente, telle que du verre ou un film, et obtenir en positif l'image résultante sur un papier photosensible par tirage contact.

## Historique
« Cliché-verre » est un terme français composé du mot « cliché », qui est une épreuve négative, et du mot « verre », support original de cette technique.
Le cliché-verre est né vers le milieu du XIXe siècle, au moment où se posa la question du report sur papier d'une image photographique jusqu'alors non reproductible et fixée sur la plaque d'argent du daguerréotype. On appelle « procédés sur verre » ces recherches tournant autour de la reproduction d'images. Les utilisateurs voulurent expérimenter le report sur papier photosensible d'un dessin gravé à la  pointe sèche sur une plaque de verre recouverte de vernis, selon des techniques similaires à l'eau forte, au vernis mou ou la taille-douce. Les premiers à effectuer ces recherches sont Constant Dutilleux, peintre et lithographe originaire d'Arras, lié à Camille Corot, accompagné d'Adalbert Cuvelier et du professeur de dessin Léandre Grandguillaume, ses beaux-fils. Leurs premiers essais de dessins photographiques datent de mai 1853. On parle alors du « procédé Cuvelier père, d'Arras ». Mais quelques mois plus tard, Barthélémy Pont, photographe à Paris, dépose le 24 novembre 1854 un brevet reprenant le même procédé. Il vend dans sa boutique des plaques de verre recouvertes de collodion, appelant son procédé « autographie photographique ». Le nom de cliché-verre a été forgé postérieurement à la date de l'invention, et  plus tard on le préférait à d'autres termes (on trouve aussi cliché-glace, photocalque, héliotypie, héliographie sur verre, etc.).
Le principe est le suivant : une plaque de verre est recouverte d'un vernis sur lequel l'artiste grave son dessin, puis la plaque est déposée sur un papier photosensible. Après un temps d'insolation, le papier photosensible est plongé dans un révélateur, qui fait apparaître le dessin en positif, et enfin fixé. 
Le cliché-verre a été l'une des premières façons de reproduire des dessins avant l'avènement de l'appareil photo mais découle du daguerréotype (inventé en 1839). Comme précurseur de la photographie, le cliché-verre pouvait représenter de façon très précise un graphisme, toutefois sans les variations de ton disponibles dans la photographie moderne.
Ce procédé a d'abord été utilisé par de nombreux artistes français au milieu du XIXe siècle, dont les plus représentatifs sont les peintres paysagistes Jean-Baptiste Camille Corot et Charles-François Daubigny, par ailleurs amis et travaillant en société sur cette technique,. Eugène Delacroix, Jean-François Millet et Théodore Rousseau ont également expérimenté cette technique.

## Techniques contemporaines
Certains artistes contemporains ont développé des techniques pour obtenir une plus grande variété de lignes, de tons, de textures et de couleurs en expérimentant avec du film, du Mylar dépoli, des peintures et des encres, ainsi qu'un large assortiment d'outils pour peindre, graver, gratter, frotter et talocher.
Le grattage de film négatif est une autre forme de cliché-verre.